# 朱建达
朱建达，男，中国共产党党员，江苏张家港人、海軍少將  

## 生平
歷仼海军某导弹驱逐舰舰长、中國人民解放軍海軍後勤部副部長、南部战区海军某作战支援舰支队支队长、曾担任中国-东盟“海上联演-2018”演习中方指揮等     
2019年12月，朱建达晉升中国人民解放军海军少將。